# الاعتراف القانوني بالعلاقات المثلية في جمهورية التشيك

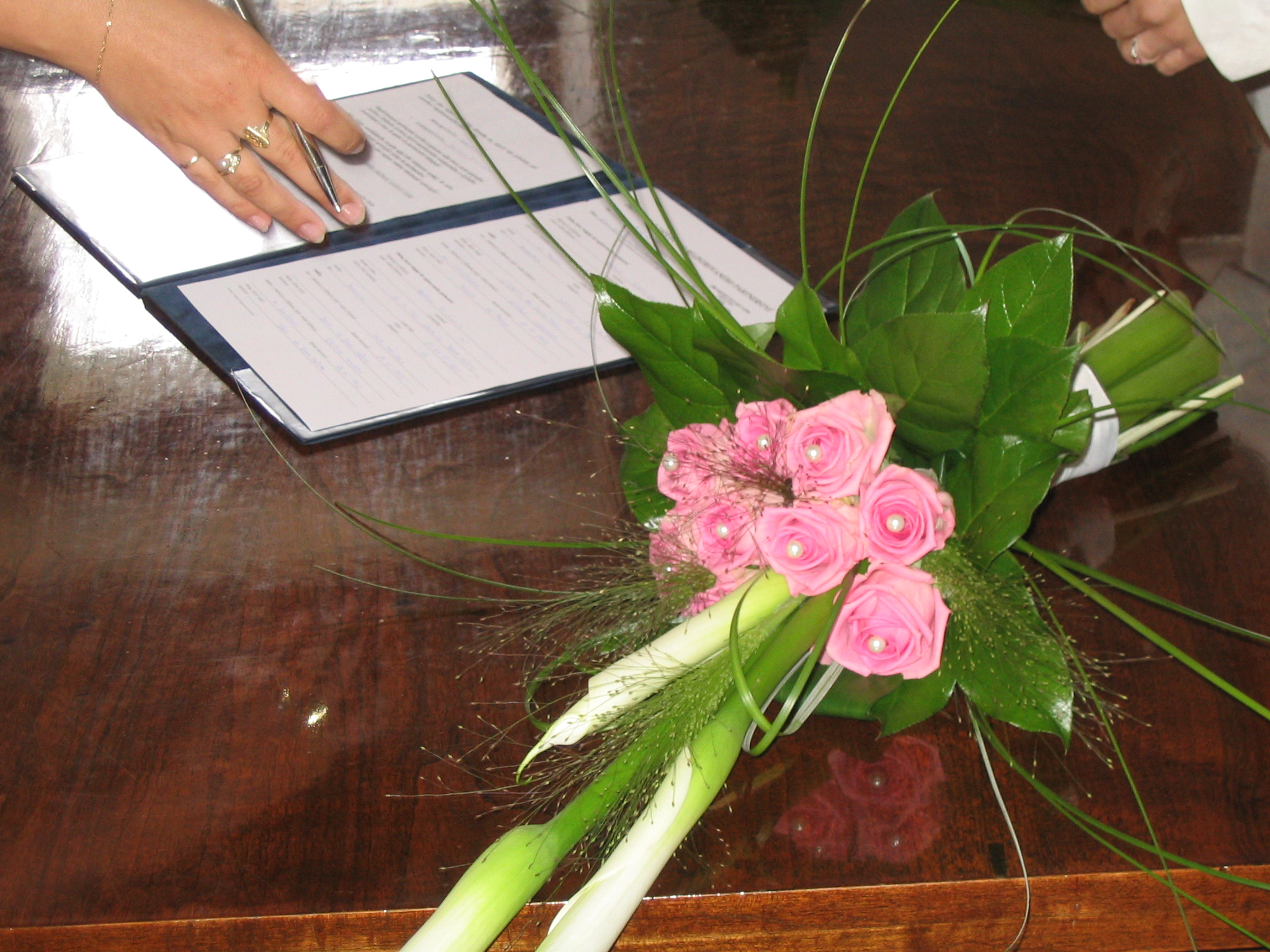
الورود الوردية والنموذج الرسمي للشراكة المسجلة. برنو، جمهورية التشيك.

في جمهورية التشيك تقدم الشراكات المسجلة (بالتشيكية: registrované partnerství)‏ للشركاء المثليين. تمنح الشراكات المسجلة العديد من حقوق الزواج، بما في ذلك الميراث، والحق في إعلان الشريك المثلي كأقرب الأقرباء، وحقوق زيارة المستشفى، وحقوق زيارة السجن والحبس، وامتياز الشريك، وحقوق النفقة، ولكن لا تسمح بالتبني المشترك، ومعاش الأرمل، أو حقوق الملكية المشتركة. تم إصدار قانون الشراكة المسجل في مارس 2006 ودخل حيز التنفيذ في 1 يوليو 2006. كما تمنح الدولة وضع المساكنة غير المسجلة لـ «الأشخاص الذين يعيشون في بيت مشترك» ما يمنح الشركاء حقوق الميراث والتوريث في السكن.

## الشراكات المسجلة
كانت هناك عدة محاولات لتشريع الشراكات المسجلة للشركاء المثليين. في عام 1998، وصل مشروع قانون الشراكة المسجلة إلى مجلس النواب، لكنه فشل بفارق صوتين. في عام 1999، صوتت مجلس النواب ضد مشروع قانون آخر. في فبراير 2001، قدمت الحكومة مشروع قانون ثالث، ورفضه البرلمان في أكتوبر 2001.
في 11 فبراير 2005، فشل مشروع قانون آخر من خلال صوت واحد. وصوت عليه 82 من 165 نواب الحاضرين - معظم المصوتين لصالح كانوا أعضاء من الحزب الاشتراكي الديمقراطي، الحزب الشيوعي، حزب اتحاد الحرية وبعض النواب من «الحزب المدني الديمقراطي» المعارض.
في أبريل 2005، أقر مشروع قانون جديد للشراكة قراءته الأولى في مجلس النواب بأغلبية 82 صوتًا لصالحه مقابل 9 أصوات ضده (82-9). في 16 ديسمبر 2005، أقر مشروع القانون في قراءته الثالثة بأغلبية 86 صوتًا لصالحه مقابل 54 صوتًا ضده وامتناع 7 أعضاء عن التصويت (68-54-7).
| الحزب                                                 | صوت لصالح | صوت ضد | امتنع عن التصويت | غير مسجل/معفى (لم يصوت) |
| ----------------------------------------------------- | --------- | ------ | ---------------- | ----------------------- |
| الحزب الاشتراكي الديمقراطي                            | 45        | -      | 1                | 24                      |
| الحزب المدني الديمقراطي                               | 13        | 30     | 4                | 10                      |
| الحزب الشيوعي لبوهيميا ومورافيا                       | 22        | 4      | 2                | 13                      |
| الاتحاد الديمقراطي والمسيحي- حزب الشعب التشيكوسلوفاكي | -         | 19     | -                | 2                       |
| G اتحاد الحرية- الاتحاد الديمقراطي                    | 5         | 1      | -                | 4                       |
| غير مسجل                                              | 1         | -      | -                | -                       |
| العدد الإجمالي                                        | 86        | 54     | 7                | 53                      |

في 26 يناير 2006، تم تمريره من قبل مجلس الشيوخ في تصويت 65 لصالحه مقابل 14 ضده (65-14).
في 16 فبراير 2006، رفض الرئيس فاتسلاف كلاوس التوقيع على مشروع القانون. رداً على ذلك، قال رئيس الوزراء ييري باروبيك إنه سيسعى للحصول على أغلبية برلمانية (101 صوتًا) في مجلس النواب لإلغاء حق النقض، وقد نجح ذلك في 15 مارس 2006 مع العدد الدقيق للأصوات المطلوب 101 صوتا من أصل 177 صوتًا.
| الحزب                                                 | صوت لصالح | صوت ضد | امتنع عن التصويت | غير مسجل/معفى (لم يصوت) |
| ----------------------------------------------------- | --------- | ------ | ---------------- | ----------------------- |
| الحزب الاشتراكي الديمقراطي                            | 66        | 2      | 1                | 1                       |
| الحزب المدني الديمقراطي                               | 2         | 26     | 14               | 15                      |
| الحزب الشيوعي لبوهيميا ومورافيا                       | 26        | 9      | 3                | 9                       |
| الاتحاد الديمقراطي والمسيحي- حزب الشعب التشيكوسلوفاكي | -         | 20     | -                | 1                       |
| G اتحاد الحرية- الاتحاد الديمقراطي                    | 7         | -      | -                | 3                       |
| غير مسجل                                              | -         | -      | 1                | -                       |
| العدد الإجمالي                                        | 101       | 57     | 18               | 21                      |

في أيلول/سبتمبر 2014، قدمت مجموعة من النواب مشروع قانون للسماح بتبني أحد الشريكين للطفل البيولوجي للشريك الآخر. في أكتوبر 2014، قررت الحكومة عدم اتخاذ موقف بشأن مشروع القانون. في 24 أكتوبر 2016، وافقت الحكومة على مشروع قانون خاص بها حول هذه القضية، وعرضته على البرلمان في 8 نوفمبر. ولكن مشروع القانون فشل ومن ذلك الوقت ولم يتم التصويت عليه.
هناك عدد من الاختلافات بين الشراكات المسجلة والزواج. لا يملك الشركاء المسجلون نفس الحقوق الخاصة بالملكية المشتركة كالأزواج المغايرين المتزوجين ولا يحصلون على نفس المزايا الضريبية. لا يحق للشركاء المسجلين الحصول على معاش أرملة أو أرمل أو أي مزايا أخرى، ولا يتمتعون بحقوق التبني.

## زواج المثليين
أعرب حزب الخضر التشيكي وحزب القراصنة التشيكي عن تأييد زواج المثليين في برامجهما الانتخابية عام 2017.
بعد تبني قانون زواج المثليين من قبل البوندستاغ الألماني، اقترح زبنيك ستانغورا، نائب الحزب الديمقراطي المدني، أن حزبه يمكن أن يوافق على تصويت حر في البرلمان.
قبل انتخابات أكتوبر عام 2017، بدأ نشطاء حقوق المثليين حملة تسمى «نحن عادلون» (بالتشيكية: Jsme fér)‏ لتشريع زواج المثليين خلال السنوات الأربع القادمة. كما طالبت الحملة جميع المرشحين لمجلس النواب بموقفهم من زواج المثليين. دعم 82 من بين 200 نائباً المنتخبين (بعض النواب لم يجيبوا) زواج المثليين: 38 (من أصل 78) من نواب حزب «نعم 2011»، 1 (من أصل 25) من نواب من الحزب الديمقراطي المدني 18 (من أصل 22) من نواب حزب القراصنة، 5 (من أصل 15) من نواب الحزب الشيوعي، 10 (من أصل 15) من نواب الحزب الديمقراطي الاشتراكي، 1 (من أصل 10) من نواب الحزب المسيحي الديمقراطي، 4 (من أصل 7) من نواب حزب «توب 09» و 5 (من أصل 6) من نواب «رؤساء البلديات والمستقلين». لم يدعم أي من أعضاء البرلمان عن حزب الحرية والديمقراطية المباشرة تقنين زواج المثليين.
يدعم رئيس الوزراء «آندريه بابيش» تقنين زواج المثليين.
في 12 يونيو 2018، تم تقديم مشروع قانون لتشريع زواج المثليين، برعاية 46 نائبا، إلى مجلس النواب. ردا على ذلك، وبعد ثلاثة أيام، اقترحت مجموعة من 37 نائبا تعديلا دستوريا لتعريف الزواج على أنه اتحاد رجل وامرأة. يتطلب قانون السماح بزواج المثليين الحصول على أغلبية بسيطة في مجلس النواب، في حين تتطلب التعديلات الدستورية 120 صوتًا.
في 22 حزيران/يونيو 2018، أعلنت الحكومة دعمها لمشروع قانون الزواج المثليين. قدمت حملة «نحن عادلون» 70,350 توقيعا لدعم زواج المثليين إلى مجلس النواب في أواخر يونيو. تمت جدولة القراءة الأولى لمشروع قانون زواج المثليين في 31 أكتوبر، ولكن تم تأجيلها إلى 14 نوفمبر. وبينما بدأ النقاش حول كل من مشاريع القوانين، تحدث أعضاء البرلمان الفرديون على جانبي القضية بدلاً من الانقسام وراء إيديولوجيات ومواقف الأحزاب، مما يدل على إمكانية إجراء تصويت الضمير. كان من المتوقع أن يتم التصويت في 26 مارس 2019، بعد تأجيله مرة أخرى في يناير 2019. ومع ذلك، لم يتم إجراء تصويت في 26 مارس ولم يتم الإعلان عن موعد جديد.
في 10 كانون الثاني/يناير 2019، ذكر الرئيس ميلوش زيمان أنه قد يستخدم حق النقض ضد مشروع القانون الذي يشرع قانون زواج المثليين إذا وافق عليه البرلمان. سيفرض مثل هذا الفيتو تصويتاً ثانياً على القانون، بدعم 50% من النواب المطلوبين لتمرير القانون.

## الإحصائيات
بحلول حزيران/يونيو 2009، أُجريت 780 شراكة مسجلة في الجمهورية التشيكية. بحلول نهاية عام 2010، كان هذا الرقم 1,111، تم إلغاء 66 منها.
في تعداد 2011، ذكر 2,055 شخصًا أنهم كانوا في شراكة مسجلة.
بحلول ديسمبر 2015، تم إجراء 2,174 شراكة مسجلة في البلاد. من بين هؤلاء، كان هناك 1,439 بين الشركاء المثليين من الذكور و 735 بين الشريكات المثليات من الإناث.
دخل 2,647 من الشركاء المثليين في شراكات مسجلة بحلول يونيو 2018.
من يوليو 2006 إلى نهاية عام 2018، تم إجراء 3,117 شراكة مسجلة في البلاد. من بين هؤلاء، 1,954 كانوا بين الشركاء المثليين من الذكور و 1,163 بين الشريكات المثليات من الإناث. خلال هذه الفترة، تم إلغاء 448 شراكة مسجلة (15%)، أقل بكثير من معدل الطلاق من حوالي 50%. في عام 2018، دخل 299 من الشركاء في شراكات مسجلة، ولأول مرة تجاوز عدد الشريكات المثليات من الإناث عدد الشركاء المثليين من الذكور؛ كانت هناك 152 شراكة بين الإناث و 147 شراكة بين الذكور.

## الرأي العام
في عام 2007، أيد 36% من التشيكيين تشريع زواج المثليين، بينما عارضه 57% منهم.
وجد استطلاع للرأي في مايو عام 2017 أن أغلبية 52% تؤيد تشريع زواج المثليين.
وجد استطلاع ميداني، الذي أجري في فبراير 2018 (ونشر في أبريل)، أن 75% من التشيكيين يؤيدون حق الأزواج المثليين والمثليات في الزواج، في حين يعارض 19%. اعتقد 13% أن إضفاء الشرعية على زواج المثليين من شأنه أن يهدد زواج المغايرين، و 8% يعتقدون أنه سيهددهم شخصياً. بالإضافة إلى ذلك، دعم 61% من التشيكيين تبني المثليين للأطفال، بينما عارضه 31٪ منهم.
في يونيو 2019، وفقًا لمسح أجرته «سي في في أم» بين 4-14 مايو 2019، أيد 75% الشراكات المسجلة، بينما عارضها 20%، 47% أيدوا زواج المثليين، بينما عارضه 48% وأيد 60% تبني أحد الشريكين للطفل البيولوجي للشريك الأخر، ويعارضه 31%.
خلال النقاش حول القراءة الأولى لمشروع قانون زواج المثليين، أيد 61% من التشيكيين زواج المثليين. وقد أعرب العديد من المشاهير التشيكيين أيضا دعمهم له، بمن فيهم، لاعبة التنس مارتينا نافراتيلوفا، والمغنين بارا باسيكوفا ودارا رولينز، المصور روبرت فانو، الممثلة سيمونا ستاسوفا، السياسيون إيفان بارتوس، والممثلة آنا غايسليروفا، الممثل دانيال بامباش، والممثل بيتر فانيك، الممثلة إريكا ستاركوفا، الممثل هاينك تشيرماك، المغنية أنيتا لانجر، مغنية الأوبرا داغمار بيك، ملكة الجمال السابقة لجمهورية التشيك ميكاييلا سالاتشوفا، وميتشال سماردا، أوتو توبر، ميلان كروبا، ومارتن هابان، رؤساء بلديات نوفي ميستو نا مورافي، نوفي كوستل، يابلونيتش ناد نيسو وبريزينا، على التوالي.